# Медресе Фатхулла-кушбеги
Медресе Фатхулла-кушбеги (Фатхулло кушбеги) (узб. Fathullo qushbegi madrasasi) — утраченное здание медресе в Бухаре (Узбекистан), воздвигнутое в 1585—1586 годах (или в 1595—1596 годах) при узбекском правителе Абдулла-хане II на средства одного из его высшего сановника (визиря) в чине кушбеги — Фатхулла-кушбеги.
Медресе располагалось в одноимённом квартале. Будучи двухэтажным, оно являлось одним из крупнейших архитектурных памятников Бухары.
С XIX века здание медресе выполняло функцию, своего рода, общежитии, где жили студенты других бухарских медресе. Было снесено в 1935 году при Советской власти. Ныне на его месте функционирует отель Модарихон.
Архитектурная планировка медресе Фатхулла-кушбеги отвечала установившейся обязательной традиции. Оно было типичным сооружением времени Абдулла-хана II. Медресе имело мечеть, учебную аудиторию (дарсхана) и 100 больших и малых худжр, расположенных в два этажа по периметру двора.
Были интересны в планировочном отношении расположение худжр медресе. Они были подставлены «спиной друг к другу»; были «двусторонними», состоявшими из двух рядов, один из которых выходил во двор, другой — на улицу.